# Francis Horner
Francis Horner (Edimburgo, 12 agosto 1778 – Pisa, 8 febbraio 1817) è stato un politico britannico.

## Biografia
Era fratello di Leonard Horner, geologo e ispettore delle fabbriche inglesi, che sarà ringraziato da Karl Marx ne Il Capitale per il suo impegno contro lo sfruttamento del lavoro infantile.
Francis si formò all'Università di Edimburgo e nel 1802 fu tra i fondatori della rivista Edinburgh Review, per la quale scrisse alcuni articoli.
Nel 1806 intraprese la carriera politica, che in breve lo portò ad essere uno degli esponenti di primo piano del partito dei Whig; impegnato nella lotta contro l'abolizione della schiavitù, ottenne la stima di Ugo Foscolo, che pubblicò una traduzione dei suoi discorsi parlamentari.
Cagionevole di salute, nel 1816 decise di trascorrere alcuni mesi in Italia, ma morì a Pisa all'inizio del 1817; il dottore Andrea Vaccà Berlinghieri stabilì che la morte era stata causata da una rara malformazione dei polmoni.
Francis fu sepolto presso l'antico cimitero degli inglesi di Livorno, alla presenza di Jessie Allen, futura moglie di Jean Charles Léonard Simonde de Sismondi, e del reverendo Thomas Hall, che ufficiò il rito funebre. Il monumento funebre, in stile neoclassico, fu progettato da Henry Englefield e impreziosito con un medaglione in altorilievo, col ritratto del defunto, eseguito da Francis Legatt Chantrey.
Di Francis Horner restano vari ritratti e sculture; una delle più celebri si trova all'interno dell'Abbazia di Westminster a Londra.